# Isla Grindall
La isla Grindall (en inglés: Grindall Island) es una isla ubicada al oeste de Ketchikan, Alaska, Estados Unidos. La isla se encuentra en una zona remota, sólo accesible por medio marítimo o aéreo.
Grindall se encuentra en el estrecho Clarence, cerca al lado este de la Isla del Príncipe de Gales. Cuenta con dos lagos en el centro, algunas zonas pantanosas y zona para acampar y recreación.
Entre 1922 y 1950 se estableció una vivienda familiar. Esta isla ha sido declarada "Parque Marino del Estado". En esta zona se encuentra una cabina de uso al público y una gran variedad de oportunidades recreativas.

## Historia
Una granja se estableció entre 1922 y la década de 1950 en la Isla Grindall, y fue operado como una isla para la cría de zorros.